# Lacurile Geaca

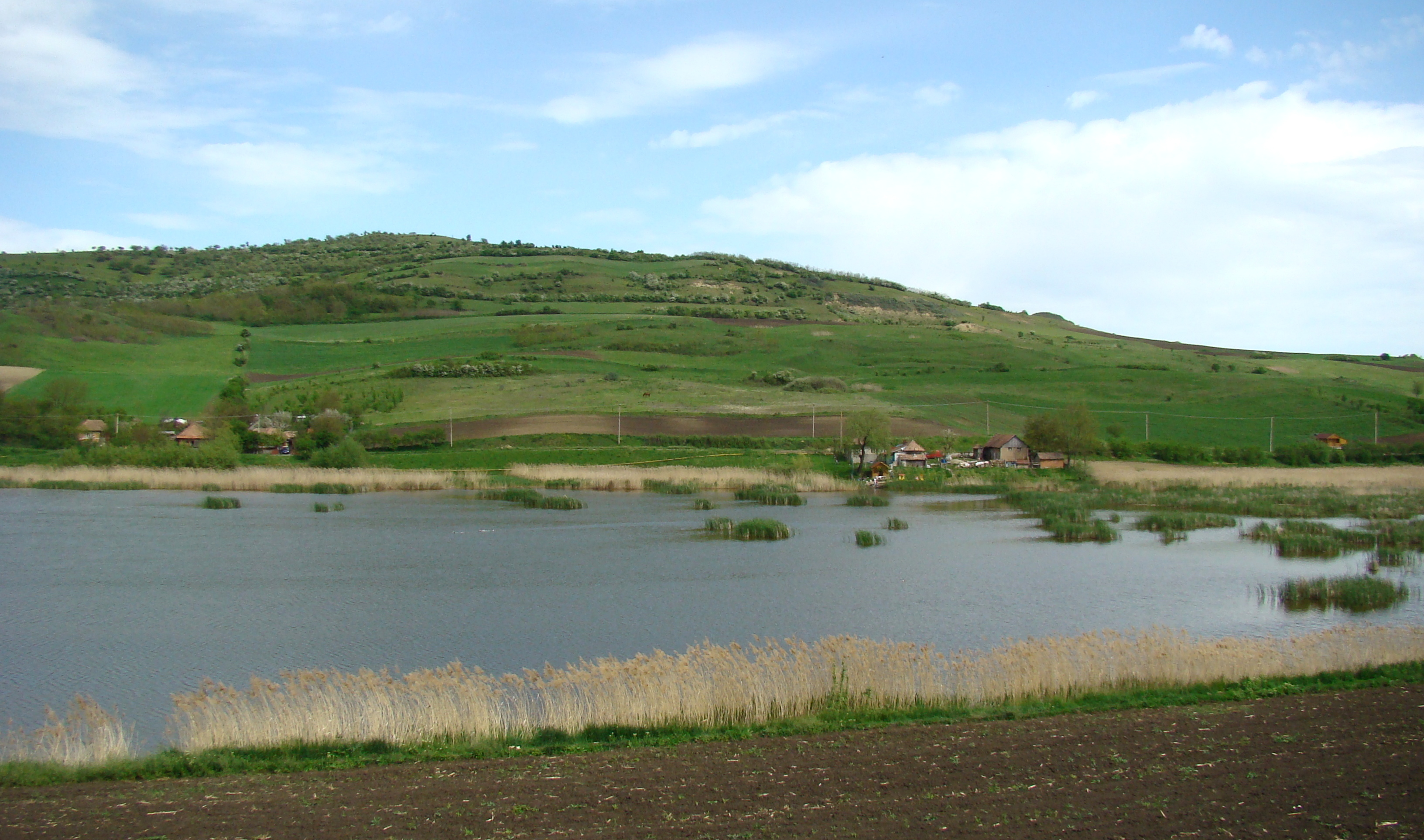
Unul din cele 8 lacuri care formează Complexul de lacuri de pe Valea Fizeșului

Lacurile Geaca (zonă de agrement) sunt situate în Transilvania, pe teritoriul administrativ al județului Cluj. Acestea sunt incluse în aria de protecție specială avifaunistică - Bazinul Fizeșului.

## Localizare
Lacurile Geaca se află în comuna omonimă, la o distanță de 30 de km. față de orașul Gherla și 75 de km. de municipiul Cluj Napoca. Datorită celor 8 lacuri care formează Complexul de lacuri de pe Valea Fizeșului, Geaca este supranumită „Comuna celor 8 lacuri”.
Între Hodaie (comuna Cătina) și Țaga există următoarele lacuri, numite de localnici, tăuri: Cătina, Popii (alcătuit din contopirea a două lacuri Popii 1 și Popii 2), Satului, Sf. Florentin, Ciortoș, Geaca (trei iazuri), Sucutard 1 și Sucutard 2, Țaga Mare și Țaga Mică. Suprafața lacurilor este cuprinsă între câteva zeci de hectare (cele mai mari sunt Cătina și Țaga, de 64, respectiv 105 hectare) și cel mai mic este iazul Lacu din comuna Geaca, care are doar 14 hectare.

## Zonă turistică
Salba de lacuri din comuna Geaca este un loc de atracție atât pentru localnici cât și pentru turiști. Aceștia au posibilitatea să desfășoare o gamă diversă de activități sportive (plajă, înot, pescuit, plimbări de agrement cu barca) și să viziteze obiectivele de interes istoric și cultural aflate în vecinătate.

## Arie protejată
Datorită habitatelor naturale (ce adăpostesc și conservă o gamă floristică și faunistică diversă) aflate în acest areal cât și amenajărilor hidrotehnice, Bazinul Fizesului (ce include și Lacurile Geaca) a fost instituit ca arie de protecție specială avifaunistică în anul 2007 prin Hotărârea de Guvern nr. 1284 din 24 octombrie (privind declararea ariilor de protecție specială avifaunistică ca parte integrantă a rețelei ecologice europene Natura 2000 în România). Situl se întinde pe o suprafață de 1.627 hectare.